# David Vaughan (Fußballspieler)
David Owen Vaughan (* 18. Februar 1983 in Rhuddlan) ist ein ehemaliger walisischer Fußballspieler. In seiner Karriere war er unter anderem für den FC Blackpool und Nottingham Forest aktiv. Zudem bestritt er 42 Länderspiele für Wales und erzielte dabei einen Treffer.

## Karriere

### Vereinskarriere

#### Crewe Alexandra
Der Waliser David Vaughan startete seine Karriere als Fußballer beim englischen Traditionsverein Crewe Alexandra. Dort spielte er bereits in der Jugend. Von 2000 bis 2007 spielte der Mittelfeldspieler sieben Jahre lang für die erste Mannschaft von Crewe. In der Saison 2002/03 gelang ihm als Stammspieler mit seinem Team der Aufstieg in die zweite englische Liga, die League Championship. Nach nur zwei Jahren stand in der Spielzeit 2005/06 aber auch schon wieder der Abstieg in die drittklassige League One an. Auch dorthin ging Vaughan mit.

#### Real Sociedad
Im Sommer 2007 nahm Vaughan das Angebot vom spanischen Erstliga-Absteiger Real Sociedad an, nachdem die Basken seinen Landsmann Chris Coleman als neuen Trainer engagierten. Nach Colemans Entlassung lief es allerdings sehr schlecht für Vaughan, so dass er in der Hinrunde nur auf sieben Einsätze kam, in denen er einmal traf. Sein erstes Pflichtspiel gab Vaughan am 2. Spieltag beim 1:0-Auswärtssieg bei SD Eibar. Sein erstes Tor erzielte er am vierten Spieltag beim 3:2-Auswärtssieg bei UD Las Palmas.

#### FC Blackpool
Am 4. August 2008 wechselte Vaughan zum englischen Zweitligisten FC Blackpool. In der Football League Championship 2009/10 erreichte er mit seiner Mannschaft den Aufstieg in die erste Liga, stieg jedoch ein Jahr später als Tabellenvorletzter der Premier League 2010/11 wieder in die zweite Liga ab.

#### AFC Sunderland
Nach dem Abstieg mit Blackpool unterschrieb David Vaughan im Sommer 2011 einen Vertrag beim Erstligisten AFC Sunderland.
Am 31. Oktober 2013 wechselte Vaughan auf Leihbasis zum Zweitligisten Nottingham Forest.

#### Nottingham Forest
Zu Beginn der Saison 2014/15 wechselte Vaughan auf fester Vertragsbasis nach Nottingham. Dort landete er in zwei Spielzeiten wie schon als ausgeliehener Spieler jeweils im Tabellenmittelfeld.

### Nationalmannschaft
David Vaughan kam am 26. Mai 2003 bei der 0:2-Niederlage gegen die USA zu seinem ersten Länderspieleinsatz. Obwohl er über 90 Minuten spielte, dauerte es zehn Monate, in denen er bei sieben Spielen nicht berücksichtigt wurde, bis er am 31. März 2004 beim 2:1 im Freundschaftsspiel gegen Ungarn erneut eingesetzt wurde. Zehn Minuten nachdem er in der 56. Minute eine Gelbe Karte erhalten hatte, wurde er aber ausgewechselt. Danach musste er 15 Monate auf sein drittes Länderspiel warten: Am 17. August 2005 stand er beim 0:0 gegen Slowenien wieder in der Startelf, musste aber nach 68 Minuten den Platz für Paul Parry räumen. Bis zum vierten Spiel dauerte es dann nicht ganz zwei Monate, in denen er nur zweimal nicht eingesetzt wurde. Er wurde nun regelmäßiger berücksichtigt, wurde aber nie häufiger als dreimal hintereinander eingesetzt. Er kam auch nur zu vier Pflichtspieleinsätzen: je zwei in der Qualifikation für die Weltmeisterschaft 2014 und der Qualifikation für die EM 2008, die beide für Wales nicht erfolgreich verliefen. Nach seinem 13. Länderspiel musste er erneut zehn Monate auf seine nächste Einwechslung warten und danach wieder 14 Monate auf seinen 15. Länderspieleinsatz im vorletzten Qualifikationsspiel für die WM 2010. Er kam dann auch im nächsten Spiel beim 2:0 gegen Liechtenstein zum Einsatz, in dem er mit seinem bisher einzigen Länderspieltor die 1:0-Führung erzielte. Danach wurde er wieder regelmäßig eingesetzt und die Pausen zwischen den Einsätzen betrugen maximal sieben Monate. In den wieder erfolglos verlaufenden Qualifikationen für die EM 2012 und WM 2014 kam er zu sechs bzw. sieben Einsätzen. Dagegen wurde er in der erfolgreichen Qualifikationen für die EM 2016 nur zweimal eingesetzt und über 90 Minuten nur im letzten Qualifikationsspiel gegen Andorra als die  Qualifikation schon gesichert war.
Er wurde dann auch in das  Aufgebot von Wales aufgenommen, das das Land bei der Fußball-Europameisterschaft 2016 in Frankreich erstmals bei einer EM-Endrunde vertrat. Er war jedoch einer von drei Feldspielern, die im Turnier nicht zum Einsatz kamen.

## Erfolge
- 2002/03 – Aufstieg in die League Championship mit Crewe Alexandra
- 2009/10 – Aufstieg in die Premier League mit dem FC Blackpool